# 広東陳氏
広東陳氏（クァンドンジンし、朝鮮語: 광동진씨）は、朝鮮の氏族の一つ。本貫は中国広東省である。2015年の調査では、2,397人。
始祖は、中国明の武将であり、慶長の役に明水軍の主将として参戦した陳璘である。清が明に取って代わった1644年、陳璘の孫の陳泳素が李氏朝鮮に移住し、祖父との関係を通じて朝鮮に定着した。